# 救命病棟24時の登場人物
救命病棟24時の登場人物（きゅうめいびょうとうにじゅうよじのとうじょうじんぶつ）は、フジテレビ系でシリーズ化されているテレビドラマ『救命病棟24時』に登場する主な架空の人物について解説する。〈〉内は年齢。

## 重要人物

### 進藤一生（しんどう いっせい）
演 - 江口洋介（第1〜4シリーズ）
経歴：都立第3病院救命救急センター外科医〈32〉（第1シリーズ）
→ 杉並東病院（第1シリーズ最終回）
→ 港北医大救命救急センター外科医〈35〉（第2シリーズ）
→ 国際人道支援医師団〈38〉（第3シリーズ）
→ 海南医大高度救命救急センター救命医〈43〉
→ 長崎津辻総合病院
1966年8月31日生まれ。血液型は、O型。
超一流の腕を持つ外科医。
進藤の研修医時代の指導医は最上透。若い頃から既に優秀だったようで、最上は「私が指導した研修医の中で一番優秀だったのは進藤だった」と評している。出身大学は湊大学医学部と考えられる。
指導医として第1シリーズでは小島楓、第2シリーズでは矢部淳平、第4シリーズでは工藤亮介を担当。
性格は至って冷静で無口。行動は患者最優先。信念を曲げない。
進藤の判断で救われた命も多いが、逆に彼の行動によってトラブルになったこと、命の危険にさらされた人の数も少なくはない。外科医として完璧すぎたせいで、研修医の工藤を過労で倒れさせたこともある。そのため、進藤を煙たがる医師や看護師もいる。しかし、小島の発言によると他人より自分に厳しく、自分より他人に優しい。
第1シリーズでは当初、笑顔や愛想があまりない人物として描かれている。感情が抑えきれず激昂し副院長の氏家真澄を殴ったこともあった。予後がわからない患者や家族に対してもあえて真実だけを伝えて、安心させる様な言葉掛けをしなかったが、シリーズを追うごとに穏やかな一面も見せるようになる。
研修医に対する指導方法にも変化が見られ、第1シリーズでは研修医の小島に対して「お前は俺が見た研修医の中で最悪だ」「救命救急に向いてない」「辞めた方が良さそうだ」など辛辣な言葉を放ち（あまりの理不尽さに小島は泣きながら進藤に反論するほどだった）感情的になって小島を怒鳴ることもあったが、第2シリーズの研修医、矢部には不必要な大声はなくなり、第4シリーズの研修医の工藤には怒鳴ろうとする自分を抑えたりもする様になる。
第1〜第2シリーズでは喫煙していたが、第3シリーズ以降は何故か喫煙していない。第5シリーズでは登場していない。
同じフジテレビ系列医療ドラマ「コード・ブルー -ドクターヘリ緊急救命-」の3rdシーズンのフェローシップである横峯あかりは進藤の医師としての活躍ぶりに憧れて救命医を目指したという設定である。実際にコードブルー3rd第7話では映像協力として救命病棟24時第3シリーズ第4話の小島の婚約者、加賀が運ばれ処置をするシーンが流れた。
第1シリーズ
植物状態で入院中の妻・早紀〈30〉が目覚めることを祈り続け、進藤自身も深刻な脳腫瘍（非分泌性脳下垂体腫瘍）に侵されながらも妻のため、自分の身体を犠牲にして救命医として仕事に励む。病気を知った小島や堺慎一からすぐに手術をするよう強く説得されるが妻への想いから断固として拒否。視神経の異常や意識障害をおこすまでに病状は進行。第1シリーズ終盤で遂に限界を超え意識を失い倒れるが、医局長の多田和彦らの働きかけにより脳外科チーム（北村総一朗ら）が万全の体制で備えており助かった。最終話で妻も奇跡的に目覚めリハビリに付き合うために進藤も病院を移る。
第2シリーズ
奇跡的に目覚めた妻が亡くなっており外科医を辞めていた。たまたま事故に遭遇し患者を処置し搬送した先の救命救急センターでナースの桜井ゆきと再会する。そこの医局長である小田切薫に救命医としての高い腕を見込まれ、誘いを受け救命の現場に復帰する。同僚の医師、香坂たまきとの信頼関係も描写されている。
第3シリーズ
国際人道支援医師団医師。アフリカの任地で死んだ同僚・山室剛の遺品を家族に渡すため日本に一時帰国した際、小島と偶然に再会。本来はその日の夜には日本を発つ予定であったがタクシーでの移動中に首都直下型の大震災に遭う。発災当初は河野医院で被災者への救命処置、治療を続けた。その後、小島の勤務する東都中央病院高度救命救急センターの医局長、黒木春正から暫くの間残って欲しいと依頼を受け、震災から約2ヶ月間、同センターで救命医として活動することとなる。最終話で国際人道支援医師団からの要請で再びアフリカに旅立つ。
第4シリーズ
国際人道支援医師団の任期を終えアフリカより帰国し海南医大へ赴任。任務地で地雷で足が千切れたHIVキャリアの少女を治療中に停電と爆撃の振動により使用針を誤って指に刺す。これによってHIVに血液感染した危険性が浮上し、指定の対処法に従って薬を服用していたが、最終的に検査は陰性。これまでのシリーズでは非の打ちどころの無い人間のように描かれていたが、このシリーズで初めて、「ピーマン嫌い」という弱点を見せた（ピーマンが具であるチンジャオロースの存在も知らなかった）。医局長の澤井悦司とは何かと方針が対立することが多い（患者の受け入れの可否など）。最終話でそれまで事あるごとに対立していた澤井に対して救命医療改革への思いを託す。その後、澤井から経営破たんした長崎の病院の立て直しを依頼され、地元の救命医療システムを復活させたいとして長崎に赴く（2010年新春スペシャルのエンディングで現地の病院に行くことになった）。

### 小島楓（こじま かえで）
演 - 松嶋菜々子（第1、3、4、5シリーズ）（少女期：朝倉さくら）
経歴：都立第3病院救命救急センター研修医〈25〉（第1シリーズ）
→ 都立第3病院救命救急センター救命医〈26〉（第1シリーズ最終回）
→東都中央病院高度救命救急センター救命医〈31〉（第3シリーズ）
→ 清和第一病院高度救命救急センター救命医〈35〉（緊急スペシャル 救命病棟24時〜救命医・小島楓〜）
→ 海南医大高度救命救急センター救命医〔⇒医局長〕〈35〉（第4シリーズ）
→ 国立湊大学附属病院救命救急センター医局長〈39〉（第5シリーズ）
1974年1月5日生まれ。血液型は、O型。
長野県出身。後に同僚となる夏目衛に幼少期に助けられたことが医師を目指す切っ掛けになる。私立大学医学部出身。婚約者だった加賀の死後はずっと独身である。
第1シリーズ
小島は頼りない研修医であるが進藤一生と出会い厳しい指導の下、技術や心構えを学び、成長していく。最初は進藤の指導方法に疑問を感じ何かと対立していたが徐々に進藤という人間を理解していく。（ちなみに進藤からの最初の指示は医局の冷蔵庫内の整理と進藤の食べるカツ丼を小島が代わりに電話注文して届いたら寝ている進藤を起こせ、という内容だった）初対面で進藤から「おい、そこのデカい女」と呼ばれるなど、小島と進藤の最初の出会いは決して後の2人の強い師弟関係を想像させるものではない険悪な雰囲気だった。第1シリーズ最終話で1年後、都立第3病院救命救急センターに正式に救命医として配属されている。
第3シリーズ
一人前の救命医となっており河野純介の指導医をしている。ある講演で恩師の進藤と再会。私生活では商社マンの加賀裕樹からプロポーズされ、仕事と結婚のどちらを選ぶか悩んでいた。東都中央病院高度救命救急センターの初療室で震災に遭う。首都直下地震で大混乱の中、救命救急センターには患者が殺到。多くの困難の中、進藤や仲間たちと治療にあたる。後に婚約者の裕樹と再会するが容態が急変、進藤や小島たちの懸命な蘇生処置も及ばず死別。当初は気丈に振る舞っていたが、搬送された患者の初療中に処置手順を忘れてしまうなど、実は深くショックを受け憔悴しきっていた。小島の精神状態を考えて心配した進藤や医局長の黒木の配慮により一度病院から離れ、裕樹の亡骸と共に葬儀のため、岡山へ。喪失感で現実を受け入れられない日が続いたが、あることを境に自分の心に整理をつけ救命医として復帰することを決意。東都中央病院に帰ってくる。
第4シリーズ
救急車に載せたまま搬送病院が決まらずたらい回しにされていた子供の患者を小島が受け入れるも死なせてしまい、遺族に民事訴訟を起こされ救命医を辞めていた。澤井悦司の一計により遺族は訴訟を取り下げ小島を許し、再び救命医として進藤と共に働き始めることとなる。その関係で澤井より受入れ患者を絞る協力を依頼される。澤井から医局長就任の話を持ちかけられ、一度は断るも最終的には澤井の後任として医局長に就任した。
第5シリーズ
若くして海南医大の医局長に就任した小島の元、スタッフを増員し、充実した医療体制を整えた実績を買われたことが切っ掛けで、24時間体制の全科救急診療（ER）を備えた国立湊大学付属病院救命救急センターに女性初の医局長として迎えられた。進藤のような生まれながらのリーダータイプではない小島だが、自分なりのやり方で若い医師を育てたり、現場責任者としてチームの統率を模索していくこととなる。なお、2011年の東日本大震災ではDMAT（災害派遣医療チーム）に出動要請を受け参加したが被災地に入る手段が確保出来ず羽田に待機、被災者を救えず強い無力感を感じたと夏目に話している。

## 複数回登場人物
桜井ゆき（さくらい ゆき）
演 - 須藤理彩
経歴：都立第3病院救命救急センター看護師（第1シリーズ）〈22〉
→ 港北医大救命救急センター看護師〈23〉（第2シリーズ）
都立第3病院救命救急センターの看護師（後に港北医大救命救急センターに転勤）。都立第3病院時代は新人で、患者に思い入れしすぎる傾向があったが、港北医大時代は一人前の看護師として成長し、進藤の良き理解者・馬場武蔵の慰め役となる。医師とも交流は深い（進藤に思いを寄せるような描写もあった）。第2シリーズでは救急認定看護師資格取得のため、1年間休職しようか迷う。
第4シリーズ開始直前に放映された「緊急SP〜救命医・小島楓〜」にて再登場。小島と共に急病人の処置にあたり、別の男性と結婚することが明らかになった（この時点までに認定看護師の資格も取得）。
山城紗江子（やましろ さえこ）
演 - 木村多江
経歴：港北医大救命救急センター看護師（第2シリーズ）〈28〉
→ 海南医大放射線科看護師（第4シリーズ）〈36〉
→ 海南医大高度救命救急センター看護師（第4シリーズ）〈36〉
救急認定看護師の資格を持っており、第4シリーズ当初、放射線科で勤務していた時には進藤や澤井に「救命に来てくれ」と言われ、救命に入った際には当時の堀田師長から「あなたがいて心強い」と言われている。
看護師としての技量は相当に優秀であり進藤や他のスタッフからの信頼も厚い。冷静沈着で仕事ができる。第2シリーズで香坂が医療ミスで訴えられかけた際には教授陣相手に臆せずに事実を述べた。
プライベートでは港北医大時代に馬場から好意を持たれるも城島俊と交際。「2002年新春スペシャル」で結婚し、一児を授かる。が、海南医大時代では離婚しており、シングルマザーとなっている。育児のため、夜勤の無い放射線科に異動していたが、第4シリーズ第3話より花輪とともに救命救急センターへ復帰するも、残業が多くなり、息子との不和もあったり、息子がアパートの柵を越えて怪我をして救急に運ばれるなどで親子関係がギクシャクしていたが、澤井の取り成しもあって解消される。

## 医師・研修医

### 第1シリーズ
東京都立第三病院救命救急センター
堺慎一（さかい しんいち）〈33〉
演 - 杉本哲太
都立第3病院救命救急センター脳神経外科医。出世のため、一度は進藤を裏切り自分の医療ミスを隠そうとするが、後に自ら全てを告白し謝罪。悔い改め改心し、進藤との関係は修復する。進藤の深刻な脳腫瘍の病状を知り、病院関係者に治療の協力を依頼するため病院内を頭を下げて奔走。また、何かと研修医の小島を気にかけてあげたりと根は優しく面倒見の良い男でもある。
落合雅人（おちあい まさと）〈33〉
演 - 沢村一樹
都立第3病院救命救急センター内科医。シリーズ第10話で刺されショック状態になり救命に運ばれる。危険な状態だったが病院の廊下で進藤に緊急開胸から大動脈遮断の処置を受け助かった。後に看護師の五十嵐との間に子供が出来て結婚する。
菊池保（きくち たもつ）〈42〉
演 - 金田明夫
都立第3病院救命救急センター主任兼外科医。サスペンダーや派手めのネクタイを愛用している。
多田和彦（ただ かずひこ）〈50〉
演 - 清水章吾
都立第3病院救命救急センター医局長。進藤のことを頼りにしており、仕事を続けられるように妻の早紀がICUで入院を続けられるように上層部に掛け合ってくれたのも医局長の多田である。
辻智宏（つじ ともひろ）〈25〉
演 - 八嶋智人
都立第3病院救命救急センター研修医。
シリーズ第2話で診断ミスをし、救命を辞め田舎に帰ろうとした。進藤や小島のおかげで無事、救命に戻る。同じ研修医という立場だが小島には先輩風を吹かせている。第1シリーズでは実際に辻の方が小島よりも仕事が出来た。
氏家真澄（うじいえ ますみ）〈53〉
演 - 清水綋治
都立第3病院副院長。進藤のことを快く思っておらず、進藤を追い出すために出世の話をちらつかせて堺に進藤を裏切らせるなど、様々な陰湿な嫌がらせ工作をする。入院中の植物状態の進藤の妻、早紀の尊厳を踏みにじる行為で侮辱をし、耐えかねた進藤から殴られる。

### 第2シリーズ
港北医科大学付属病院救命救急センター
香坂たまき（こうさか たまき）
演 - 松雪泰子
経歴：港北医大第一外科
→ 港北医大救命救急センター心臓外科医〈29〉
港北医大第一外科（心臓外科）から新設された救命救急センターへ出向。もともとは第一外科に所属していたが、香坂の書いた論文の内容を巡って神宮教授から反感を買い、不本意な救命センターへの異動を命じられる。
優秀な心臓外科医ではあるものの、臨床よりも研究を重視していたため、当初は救命の患者や現場に苦戦。
そもそも研究重視だった理由は「今日の10人より研究で10年後の10万人を救いたい」という医師としての考え方を持っていたため。
異動してからも暫くは救命に深く関わる気は全く無く、第一外科に早く戻れるように神宮教授に直談判や駆け引きをしたり、第一外科の医局員に復帰の根回しを頼むなど、基礎研究に戻るために色々と画策していた。が、やがて救命で働くうちに徐々に改心し、救命の仕事にも真摯に向き合っていく。
元々外科医として技量も高く、知識も豊富。負けず嫌いで実は努力家なため、救命医としても高い能力を発揮し、シリーズ中盤では小田切から「もう香坂先生にはどんな患者が来ても任せられる」と言わしめた。
異動直後は医局内では浮いた存在で、がさつな救命の雰囲気にも馴染めず、医局のソファーで横になって仮眠するのもプライドが許さずに頑なに拒否していた。
進藤との関係では患者の処置に戸惑っているところを進藤に救われたり、患者への接し方の違いから議論になったりと何かと衝突していたが、進藤の深く考え抜かれた患者や家族・同僚への対応、医療に対する真っ直ぐな姿勢に接するうちに次第に心惹かれていく。そんな中、以前、香坂が執筆したが既に世に埋もれ忘れ去られていたと思われていた論文がシカゴ大学の心臓外科の権威、Dr.ワッツの目に留まり、再評価され、自らの研究チームのスタッフとして招聘の誘いを受ける。既に救命医としてやりがいを感じていたために、このまま日本に残って救命医を続けるべきか自らの進むべき道を迷う。一度は救命に残ることを選択するが、最終的には進藤の強い後押しもあって渡米を決意してシカゴの大学病院へと向かう。
小田切薫（おだぎり かおる）
演 - 渡辺いっけい
港北医大救命救急センター医局長〈39〉
人柄が良く、周りから慕われているムードメーカー。進藤を引き抜いた張本人。徐々に救命チームを築き上げ、バラバラだった救命チームをまとめた功労者。
かつては第一外科に所属していた。他の病院から高待遇で引き抜きの誘いを受けるほどの有能な医師。
医師の配属や患者の受け入れの事情もあり、神宮教授には頭が上がらない。しかし部下でもある進藤が自分の信念や考えとは相容れない神宮教授の意向を聞かないため、中間管理職としては辛い立場。
「救命は医療の原点であり、ただ目の前の患者を救うことに全力を尽くす」という進藤と共通の思いがあり、両者は強い信頼関係にある。
倒れる直前まで、救命のスタッフに多くの良い人材がいることを喜んでおり、これからは救命を更に良くしていきたいなど、夢を進藤に話していた。
救命救急センターの地位向上に尽力している最中、ドラマ終盤でクモ膜下出血で倒れ、脳死判定を受け、妻と幼い子供を残して臓器移植のドナーとなる（移植のため、搬送される際は救命全員に見守られながら運ばれて行った）。
ちなみに肝臓は大阪府内の10代男性、膵臓と片方の腎臓は京都府内の30代女性に移植されたと新聞報道された（が、第5シリーズでの猿田の発言から、もう片方の腎臓は猿田に移植されたことが分かる）。
矢部淳平（やべ じゅんぺい）
演 - 伊藤英明
港北医大救命救急センター研修医〈25〉
救命救急センターの研修医（指導医は進藤）。
最初は進藤に苦手意識をもっていたが、進藤の腕と優しさに触れ、進藤に指導医を頼み込んだ。基本的には仕事熱心。誠実に医療を学んでいる。
受け持った若い女性患者の心電図の異常波形を見落とし、心臓疾患を貧血発作であると誤診。香坂や進藤の処置で無事にことなきを得るが、香坂が医療ミスをしたと言うあらぬ誤解、進藤に厳しくミスを指摘されたことへの反発心などから一時、病院を飛び出してしまう。矢部が病院に戻ってきたときには自分を待っていてくれていた医局長の小田切は既に意識不明、心肺停止した後だった。矢部はショックと喪失感から、自分は救命に向いていないと自ら願い出て小児科へ異動。だが最後には進藤らの熱い想いに触れ救命医を続けることを決心し救命に戻ってくる。
2005年スペシャルではバイト先の病院で患者に付き添ってきた小島と共に治療に当たった。その際に港北医大で救命医を続けていると語っていた。
太田川奈津（おおたがわ なつ）
演 - 田畑智子
港北医大救命救急センター研修医〈25〉
救命救急センターの研修医（指導医は神林）。実家は京都の大病院。実はお金持ちの娘。(ep1他。¥4,000/100gのお茶を実家から送られてくるという神林との会話より)
仕事には真摯に向き合っているが患者に感情移入しすぎる傾向がある。初めて主治医として受け持った患者は末期癌の老女で、人生の最期を看取り、彼女から多くを学ぶ。
母親からは結婚するようにプレッシャーをかけられている。お見合いすることになり、ハンサムで理解のある内科医と知り合いになり、相手にも気に入られるが、香坂の助言もあって運命の相手ではないと断った。
矢部とは年齢が近いこともあり、よく愚痴を言い合っている。
中学時代には吹奏楽部に所属していてティンパニを叩いていたため、肩たたきが得意（本人談）。ときどき神林のマッサージをしている。
酒は弱いが、酔っ払うとすっかり楽しくなるようで、現金しか使えない屋台の代金を自分のゴールドカードで払いたがり「払っちゃうぴょん!」などと言い出す。また「歌っちゃうぴょん!」などと宣言し、モーニング娘の曲などをノリノリで歌いだす。(ep10)
神林千春（かんばやし ちはる）
演 - 小日向文世
港北医大救命救急センター外科医〈45〉
救命救急センターの医師（専門は外科）。同じ矢部の指導医である進藤とは正反対で、太田川にはかなり優しく指導しており、人当たりが良い。
元々は「神林外科医院」を経営していたが、潰れてしまい、莫大な借金を背負っている。救命以外にも新聞のエッセイや別の病院の当直（いわく「アルバイト」）までしており、シリーズ第8話では馬場に青葉病院の形成美容外科で週2日のアルバイトをしていると話している。
子供の頃は身体が弱く友達が出来なかった。子供時代のあだ名は「ソラマメ」。スポーツ新聞には「ドクタービーン」の名前で医療コラムを連載し、副業としている。
馬場がゲン担ぎで靴下を履き続けるのと同様、患者が亡くなった時に付けていたマスクを供養している。単身赴任で働いており、妻との間には長く子供が生まれなかったが、後に授かる。
スペシャル版では脳死判定された小田切の後を引き継ぎ（小田切の後任は咲坂が医局長に就任したが、神宮教授の指示のもと、収益を最優先した運営方針に進藤はじめスタッフが反発し、失脚。神林が引き継ぐことになった）、医局長代理に就任。後に医局長代理を務めながらテレビ出演したりもしている。
第5シリーズでも「ドクタービーン」の名前でブログを連載していることが判明。
馬場武蔵（ばば むさし）
演 - 宮迫博之
港北医大救命救急センター整形外科医〈31〉
救命救急センターの医師（専門は整形外科）。もともとはアフリカで青年海外協力隊で医師として活動していた。
同僚の看護師や患者に惚れるが、恋に敗れ、桜井に慰められている。一人言が多く、振り向いた際の「歩くの速いよ」が決めゼリフ。
よく病院に泊まり込んでおり風呂にも入れないため、太田川らに身体が臭いと指摘されている。痔を患っている。
ゲン担ぎとして、患者の蘇生に成功した日に履いていた靴下を、次に担当した患者が死んでしまうまで履き続けている。靴下は5本指のものを愛用している。
咲坂局長のやり方に逆らうなど、実は熱い医師であり、治療方針などで城島などと衝突することもあった。
「緊急SP〜救命医・小島楓〜」に再登場した際には、山城に未だに想いを寄せており、沖縄の離島医療に携わることを山城に打ち明けるため患者として清和第一病院高度救命救急センターを訪れた。
城島俊（じょうじま しゅん）
演 - 谷原章介
港北医大救命救急センター外科医〈28〉
救命救急センターの医師（専門は外科）。長髪パーマ。クールで毒舌な面があるが、実際は努力家。
亡くなった子供の患者の写真を集め、命日には患者の家族に手紙を送っている。かつて移植が必要な子供を救えなかった経験から、移植医療に興味があり、移植医を目指している。自らも臓器提供のドナーカードを持ち臓器提供の意思表示をしている。
最新の医療知識が豊富で、神林や馬場が知らない新しい治療法に詳しい。治療方針を巡って馬場と対立した際には「モップ」と呼ばれた。
山城と付き合っており、2002新春スペシャルで結婚するも、第4シリーズでは山城と息子が登場するものの山城の発言から離婚していることがわかる。
神宮恭一（じんぐう きょういち）
演 - 津嘉山正種
港北医大第一外科教授〈52〉
学長になりたいがため、港北医大の看板として救命センターを立ち上げたものの採算割れで赤字続きで、言うことを全く聞かない進藤らとは対立していく。
小田切には「救命を残したければ赤字削減の努力をするように」と圧力をかけていた。
論文で自分が開発に関わった薬剤を批判した香坂を救命に飛ばした（問題は薬剤の批判よりも香坂の論文の出来が良かったからとの思惑もあった）。
進藤とは真っ向から対立。香坂に救命のベッドの回転率をあげる様に指示をした際には、横で聞いていた進藤から「患者の命がかかっている時に金の計算は出来ません」と即座に返され、学長選挙直前には「あなたは救命を潰そうとしている」と手厳しく非難される。
赤字が解消されない救命を見捨てかけるが、進藤に「あなたは政治家じゃない」と諭され、学長選を辞退。最後に教授陣たちの前で「救命を今のスタッフのまま残して欲しい。いずれ、うちの看板になる」と述べた（ただし、心から改心したわけではなく、助手の秋山には2年後の学長選への出馬を匂わす発言をしている）。
北村圭二
演 - 宇崎慧
心臓外科医。香坂の元恋人。

### 第3シリーズ
東都中央病院高度救命救急センター
黒木春正（くろき はるまさ）
演 - 香川照之
東都中央病院高度救命救急センター医局長〈40〉血液型A型。
東都中央病院高度救命救急センターの医局長。経験豊富で有能な救命医でもある。東都中央病院での勤務中に震災に遭い、ICUで棚の下敷きとなり頭部を負傷（幸いにも軽傷だったが勤務していたスタッフの中で怪我をしたのは唯一、黒木だけであった）。発災直後には混乱する現場の中でも的確な指示を送り冷静な判断で現場をまとめていくが、震災の影響で様々な問題が起き、次第に焦りや疲れが見え始める。
一時は救命センターの置かれた状況の厳しさや医療スタッフの人員不足、それに伴う休息のとれない無理な勤務シフト調整などから進藤の助言に対して大声を出してしまうほど苛立ち、追い込まれる。それでも、地震で被害を受けて壊れた医療機器や物資不足の中で被災した多数の患者が病院に殺到するという過酷な環境でも、現場責任者として前向きに自ら先頭に立ち対応。救命医としても臨床にあたり、必死に救命センターを立て直すために尽力する。
性格は実直であり感激屋。涙もろい。震災の混乱の中で家族、特に子供と会えないことに悩みを抱える。
河野純介（こうの じゅんすけ）
演 - 川岡大次郎
東都中央病院高度救命救急センター研修医〈25〉血液型A型。
研修医。指導医は楓、和也の兄。真面目で熱き理想家だが、少々神経質な性格をしている。混乱の中、懸命に研修医として患者に向き合うが震災に伴う医者としてのプレッシャーに悩まされ、自分を見失ってしまう。一度自宅待機を命じられるが、とある患者の言葉から自分らしさを取り戻し、現場に復帰する。
日比谷学（ひびや まなぶ）
演 - 小市慢太郎
東都中央病院高度救命救急センター救命医〈39〉血液型B型。
東都中央病院高度救命救急センターの救命医。救命医として優秀な腕を持つ。「制限時間内に壊れた機械を直す（患者を治療）」が持論。性格はやや軟派なところがある。震災直後、患者よりも自宅の心配をして帰宅してしまうが、その3日後現場に復帰。現実主義者でよく斜にかまえた態度もとるため、真面目で理想家である性格の純介とは対立しやすい。救命に運ばれた患者の治療方針を巡り進藤らと意見が対立することもあった。冷たく見える言動をとりがちだが、自宅マンションの倒壊した自分と同じように家を失った患者を彼なりに励まそうとしたり、似たような性格の和也をよく気にかけたりと、実際はそこまで悪い人間ではない。食べ物の好き嫌いが非常に多い（蕎麦、カレー、いくらのオニギリなど）。
河野定雄〈52〉
演 - 平田満
河野医院院長・内科医。純介と和也の父。自宅で震災に遭い、進藤と知り合う。当初は自宅兼医院に留まり被災者への治療を続けていたが薬品が乏しくなってきたのを機に避難所に移り救護所で診療にあたる。その後、脱水と疲労で倒れて東都中央病院に運ばれる。そこで進藤と息子たちと再会を果たした後、2人の息子の説得で妻の入院する静岡の病院へと看護士の河原崎を伴って転院した。若い頃は大学病院で助教授をしていたが、もっと患者を親身に診察したいとの思いから開業医となった経緯がある。温かい人柄で地元の人達から大変信頼されている医師。

### 第4シリーズ
海南医大高度救命救急センター
花輪勝司（はなわ）
演 - 板尾創路
経歴：海南医大麻酔科〈45〉
→ 海南医大高度救命救急センター救命医
前医局長だった大山の教え子。元救命医だったが、自分の息子のために救命医を止め、麻酔科に転属。
軽い性格で服装もやや派手。救命医としての技量は一流で進藤から絶賛される。
離婚した妻と息子の親権を巡って調停中だったが、妻と和解し、第3話より山城と一緒に救命救急センターに復帰する。
工藤亮介（くどう りょうすけ）
演 - 石田卓也
海南医大高度救命救急センター研修医〈26〉
指導医は進藤。研修終了後は実家の父親が経営する美容外科で働こうと思っていた。
人の死にトラウマがあり、その状況に直面するとパニックを起こしてしまう。
第4話では進藤に対する不満が爆発し、澤井に指導医の変更を願い出るが、医療ミスを起こしてしまい、進藤の的確な処置に救われる。直後に思い直し、指導医変更の申し出を撤回する。
最終話では患者を死なせてしまった後悔から泥酔し、転落事故で重体に陥るが、進藤や小島、澤井らの適切な処置によって意識を取り戻し、3か月後に職場復帰した。
丹原博嗣（たんばら）
演 - 趙珉和
経歴：海南医大眼科〈30〉
→ 海南医大高度救命救急センター救命医
医師不足のために眼科から救命救急センターに異動してきた。
進藤のやり方に反発して救命を飛び出し、プライドを傷つけられたことを逆恨みし、HIV検査結果を晒そうとした。が、完璧だと思っていた進藤の事情を聞き、厳しさの意味を理解していく。
野口昭光（のぐち あきみつ）
演 - 矢柴俊博
経歴：海南医大耳鼻科〈41〉
→ 海南医大高度救命救急センター救命医
医師不足のため、耳鼻科から救命救急センターに異動してきた。
熱さまシートを愛用している。ドラマが進むにつれ、救命医療に対する知識や技術を覚えてきた。
仕事と家族の両方で悩みを抱えていたが、自分を支えてくれる妻の一言で前向きになる。
澤井悦司（さわい えつし）
演 - ユースケ・サンタマリア
経歴：海南医大高度救命救急センター医局長〈40〉
→ 独立行政法人救命改革機構常任理事
アメリカのERで勤務経験があり超一流の救命医としての腕を持っている。現実主義・合理主義であり、これまでの救命医療に対しても悲観的に見ており、進藤とは正反対の考え方をもっている。救命医療の崩壊対策のために、講演・メディア露出をしている。小島を訴えた遺族に、医者は敵ではなく救命医療崩壊の被害者でもあり、国を相手取り訴訟をするなら協力を惜しまないと語る。かつては進藤のように熱き医師であったようであるが、過去の苦い経験から日本の医療制度を見直すことで患者だけでなく、医療従事者の負担を少しでも軽くすることが必要と考え、最終話で医局長を辞職し、独立行政法人救命改革機構の常任理事に就任する。進藤とは事あるごとに対立しあうも、機構理事就任後の会合での演説にて「私の信頼する医師の言葉」として進藤の言葉を引用したり、救命医の立場を離れた後も花火工場での救出作業の現場や停電状態の海南医大で進藤を助けるなど、「命を救いたい」という根本の部分では進藤と同じ考えを持っている。
守谷隆文〈60〉
演 - 小野武彦
高度救命救急センター長。院長よりお荷物扱いされ、新たに医局長となった澤井が院長より救命改革の全権を与えられたことに反発するが、逆に澤井から救命医全員辞職の責任が守谷にあると言い返されてしまう。最終話で澤井が医局長辞職と救命改革機構へ行くことを伝えると改革機構を官僚の天下り先だと非難した。
浦賀昌義〈65〉
演 - 山田明郷
院長。澤井に絶大な信頼を寄せている。

### 第5シリーズ
国立大学法人湊大学附属病院救命救急センター
夏目衛（なつめ まもる）〈55〉
演 - 時任三郎
救命医。医長。専門は脳神経外科。『臓器提供のスペシャリスト』と評され、幼少時の小島を救った張本人でもある。外科医全般として一流の腕を持つが、特に瞬時に重症度の高い順から症例を見分ける能力に秀でている。北陸総合病院医長時代は救命率を維持しながら、脳死判定における臓器移植の実績を作ってきた。医療ジャーナル誌に臓器移植についてのインタビュー記事が掲載されるなどしており、医療業界では夏目の存在は広く知られている。湊大学付属病院には移植医療の実績を作りたいという思惑だった病院長の最上の招聘により赴任。正式に着任する前から同時多発テロの犯人から他人を庇い背中を刺されて負傷し、患者として湊大学附属病院救命救急センターに運び込まれて短期間、入院した。幸い軽傷。小島に消毒やガーゼ交換をしてもらっている。その際には瞬時にトリアージの不備を見抜き緊急時の情報共有の方法などをベッド上から的確に指示。洞察力や問題解決能力の鋭さの一端を見せた。日頃から看護師や研修医に対しても敬語で接し、名前を呼び捨てにすることもない。空き時間には病院の屋上で過ごしたり、他の医局員らと少し距離をとっている。以前からホテル暮らしを続けている。
本庄雅晴（ほんじょう まさはる）〈44〉
演 - 佐々木蔵之介
救命医。医長。専門は心臓外科。アメリカのERに勤務していたことがあり救命医としての能力も高いが、利己的で協調性に欠ける面がありチームプレーが苦手。プライドも高く、日本に帰国した後も人間関係のトラブルから勤務先の病院を何度も変えていた経歴がある。医長という自分と同じ待遇で招かれた夏目を快く思っていない。カンファレンスで上司の小島の対応を責め立てたり、緊急対応時に、医局長命令のトリアージ実施の指示を無視し、自己中心的な考えで治療にあたり現場を混乱させる等のトラブルを起こす。シリーズが進むにつれて、患者や同僚に対して笑顔や優しい声かけも多く見せるようになっていく。最上院長が推進する脳死判定による臓器移植に懐疑的な考えを持つ。妻帯者で4人の子供の父。子煩悩な一面も見せる。
広瀬斎（ひろせ いつき）〈30〉
演 - 風間俊介
後期研修医。呼吸器外科を標榜。指導医：本庄 → 夏目。同じ研修医の奈良と比べ習熟は遅れ気味。大学時代に過ちを犯した過去があり、他の医局員に自ら告白し謝罪。技術は未熟だが意欲もあり、本庄からは「今はまだまだでも、将来きっといい医者になる」と評される。指導医が夏目に変わった当初は指示を貰えず戸惑っていたが、技術だけでなく患者に対する思いなど医師にとって大切なことを学んでいく。コーヒーが好きで豆の銘柄や焙煎にこだわりがある。性格は裏表がなく素直。
奈良さやか（なら さやか）〈29〉
演 - 芦名星
後期研修医。消化器外科を標榜。指導医：片岡 → 小島。日頃より医学書を読み込んだり内視鏡操作や縫合手技の練習を重ねたりと自発的な努力を欠かさない。小島を目標としているが、反面、患者の治療をほとんど指導医の小島が行ってしまい研修医の自分に仕事を任せてくれないことに不満を抱えてもいる。主治医として受け持った急性心筋梗塞及び認知症患者の痛みの訴えを見誤り、重度の大動脈乖離から緊急オペとなるミスを犯した。患者からのサインを見落としたことを悔やみ自信を喪失するが自分の成長を願う小島の真意を理解し後に謝罪。同じ研修医の広瀬とは情報交換や悩みの相談をしている。
猿田勇（さるた ゆう）
演 - 渡部秀（第8 - 最終話）
前期研修医。指導医：片岡。生後まもなく先天性単腎症であることが判明し、その後第2シリーズで脳死した小田切薫の腎臓をもらうことによる腎移植（猿田が脳死による臓器提供を受けたのは劇中での発言により、2001年だとわかるが、その時点での脳死による臓器提供の件数は8件 であるし、脳死判定された病院名や臓器提供先の病院も公開されているため、こう断言しても問題ない）により、通常生活が送れるようになる。
片岡仁志（かたおか ひとし）〈34〉
演 - 柏原収史
救命医。専門は整形外科。3度の離婚歴あり。本人の話では「3回目ともなると裁判官とも顔馴染み」とのこと。人当たりが良い。優しく甘いマスクで女性患者から人気がある。
安藤直利（あんどう なおとし）〈41〉
演 - 児嶋一哉
救命医。専門は麻酔科。終始やる気がなく、緊急対応時でも体調不良を理由に自宅に帰宅したいと訴え、医局長である楓の逆鱗に触れる。反面、患者の死を深く悼むなど根は悪い人間ではなく、誤解されやすい性格でもある。看護師の中澤と交際。空き時間は備品倉庫で雑誌を読んだり、中澤と会話していることが多い。
杉吉康弘（すぎよし やすひろ）〈51〉
演 - 手塚とおる
救命救急センター長兼脳神経外科教授。
救命センター長でありながら救急医療に関心がなく、救命センターで患者の治療に参加することも一切ない。小島のことをよく思っていないために、脳外科の医療ミスにより後遺症を残した患者を救命のICUに押し付けたり、救命センターの赤字データの流出をさせて救命病棟の閉鎖と小島の失脚を企んだりする。この行動を最上に見抜かれて失脚する。
最上透（もがみ とおる）〈61〉
演 - 段田安則
第1外科教授兼病院長。専門は外科。現医局長の小島が使えなくなった時点で容赦なく首を切る準備をしており、彼女を医局長に抜擢した理由は美しい顔が苦悩で歪んでいく姿を見て、楽しむためだと話す。しかし、最終話では感染症の蔓延と赤字データの流出を理由に救命病棟の閉鎖と小島の失脚を企んだ救命救急センター長の杉吉を一喝し、救命センターの再開を訴えた小島の意見を支持した。かつては自身も救命医として現場に立ち、進藤の指導医でもあった。

## 看護師

### 第1シリーズ
田尾ルリ子〈44〉
演 - 大島蓉子
看護師長。
五十嵐響子
演 - 北原一咲
シリーズ終盤で落合との間に子供が出来たため結婚。
神崎愛子
演 - 西田薫

### 第2シリーズ
大貫佐智〈51〉
演 - 田根楽子
看護師長。医局長の1番の理解者。よく一緒にお菓子を食べ、愚痴を言い合っている仲。「どんまい、どんまい」「医局長、ちゃんと食べるのよ」などと慰めるのが定番である。医局長が倒れた際には第一発見者となった。
桜井が患者に肩入れしすぎた際には「患者に思い入れすぎると長続きしない」と忠告する。
賀茂みどり〈26〉
演 - 唐木恵子
救命センターの看護師。
内科から異動してきたらしく「内科にいた頃は〜」が口癖。
伊沢朋子
演 - 君嶋ゆかり

見城一恵
演 - 三宅恵美

相原早苗
演 - 山崎めぐみ

### 第3シリーズ
佐倉亮太〈28〉
演 - 大泉洋
東都中央病院看護師。北海道出身。独身。少々軽い性格のお調子者。患者の心の傷に向き合おうとする優しさも持っている。葉月に気があるらしいがあまり相手にされていない。
髪型が天然パーマのため、和也からは「モジャオ」、北村からは「アフロちゃん」と呼ばれている。スタッフの中で1番のムードメーカー的な存在。高校時代は野球部だった。震災で住んでいた賃貸アパートが火事になってしまった。
大友葉月〈23〉
演 - MEGUMI
東都中央病院看護師。下町の娘（実家は煎餅屋）。震災時は自宅の被害を心配して病院から帰宅するが、自宅が無事だったために震災後3日で復帰する。
少々気は強いが根は心優しい。
ナース服はいつもピンク色のものを着用。母親も看護師で、震災直後に一時帰宅したところ、母から病院に戻るように諭されたと話す。
河原崎美江子〈42〉
演 - 深浦加奈子
「河野医院」看護師。被災当日も医院に残り、殺到する患者をトリアージするなどして進藤と河野らの治療活動をサポート。その後も避難所で河野と一緒に救護活動を続けた。
須藤昌代〈50〉
演 - 鷲尾真知子
東都中央病院看護師長。血液型はO型。師長として発災直後から看護師に的確に指示を出し救命を支える。医局長からの信頼も厚く、必要なら言いにくいこともきちんと伝える。佐倉や大友らの若い看護師には厳しくも温かく接していく。
伊坂千秋
演 - 田村たがめ（第5シリーズ第3話にも出演）
東都中央病院看護師。小島と親しく、彼女のことは「楓」と下の名前で呼んでいる。進藤と小島が偶然再会した震災当日のシンポジウム（テーマは都市防災と災害医療）にも小島と参加していた。経験も積んだ中堅どころ。
第5シリーズでは2児の母となっており、名字は高橋となっている。小島の勤務先を訪ねて来た。
橘ゆかり
演 - 尾野真千子
東都中央病院看護師。

### 第4シリーズ
海南医科大学付属病院高度救命救急センター
鴨居千夏〈22〉
演 - 北乃きい
看護師。山城に憧れて慕っている。
救命で亡くなっていく人たちに対して「泣けなくなる」と言ったことで山城に諭される。工藤には反発しがち。
花輪からは「ちーちゃん」と呼ばれている。
横溝静香〈30〉
演 - 市川実和子
看護師。遠距離恋愛をしており、沖縄に恋人がいる。メガネを着用。
堀田明子〈50〉
演 - 山野海
看護師長。時には厳しく、時には優しく救命を支えている。ちょっと口は悪いがサバサバした性格。
独身であり、一度「倒れるならここ（救命）で倒れよう」と発言した。
佐伯透〈30〉
演 - 西山聡
唯一の男性看護師。学生時代は中距離走選手だった。体力自慢だが、第5話ではぎっくり腰になった。
看護師仲間ではかなりのムードメーカーになっている。
坂口理恵〈23〉
演 - 西原亜希
看護師。ようやく仕事に慣れてきた様子。イケメンの彼氏を募集中である。
オシャレにも美容にも興味がある。趣味はネットショッピング。

### 第5シリーズ
国立大学法人湊大学附属病院救命救急センター
国友花音（くにとも かおん）〈23〉
演 - 波瑠
看護師。第9話および第10話（最終話）でマールブルク病にかかるが、奇跡的に回復した。
小島や奈良ら女性医師と気が合うようで、よくコミュニケーションをとっている。小島の甥・夕（ゆう）に気に入られている。
釣り好きなのか、休日には釣り堀を訪れていた。
美木麻衣子（みき まいこ）〈24〉
演 - 岡本玲
患者思いの心優しい看護師。入院中の患者の服の破れを裁縫で直すなど、細かい気配りが出来る。
中澤千秋（なかざわ ちあき）〈31〉
演 - 山田真歩
看護師。医師の安藤と交際。頼りない安藤の一番の良き理解者。患者と安藤がトラブルになりかけた折りには、小島に「誤解されやすいけど悪い人ではないんです」と擁護したり、患者の死を悼んで落ち込む彼を精神的に支えたりした。
プロポーズされた際には嬉しさのあまり、細かい内容を他のスタッフに自ら報告していた。
普段からメガネを着用している。
駒沢幹雄（こまざわ みきお）〈35〉
演 - 夙川アトム
救命では唯一の男性看護師。ナースステーションで噂話をして、桜庭から時折怒られている。他のスタッフとの関係は良好。
働き者で動きは良い。
桜庭睦子（さくらば むつこ）〈47〉
演 - 安寿ミラ
看護師長兼看護師学科教授。若い頃から最上と共に救命救急で働いてきた。最上曰く「昔は顔を合わすと喧嘩になり、『あなたのことは信頼も信用もしていません」と面と向かって言われた」。それでも信頼関係はあり、毎晩、揉めながらも支え合い将来の救命の夢を語り合ったりしていたとのこと。
部下だけでなく、小島や最上らに対しても言うべきことはハッキリ言うタイプ。
入院していたホームレスを引き取りにきた生活保護目当ての悪徳業者にも毅然と対応して追い返すなど、いざという時の度胸もある。

## その他

### 第1シリーズ
進藤早紀〈享年28〉
演 - 高田美佐
進藤の妻。事故により植物状態だったが、シリーズ最終話で奇跡的に目覚め意識回復。その後リハビリ可能なまでに順調に回復するも、1年後に意識レベルが低下して2度目の肺炎を併発し亡くなった。
1971年11月8日生まれ、2000年6月10日没。
平賀
演 - 平賀雅臣
救急隊員。
警察官
演 - 遠山俊也

### 第2シリーズ
秋山正幸
演 - 小林すすむ
神宮恭一の助手。

### 第3シリーズ
磯部望〈26〉
演 - 京野ことみ
養護教諭。血液型A型。福岡出身で実家は中華料理屋。地元で看護師をしていたが医療ミスで責任を押し付けられたことが原因で看護師を辞めて上京。千尋が通う小学校で養護教諭をしていた時に保健室内で震災に遭う。その後、千尋と共に東都中央病院に移り、多忙を極める現場を目の当たりにして看護師として復帰する決意をし、自ら申し出て病院を手伝うこととなった。両親と折り合いが悪かったため、上京してからは2年以上、実家と連絡をとっていなかったが震災を機に再会。娘である自分を心配する父親の本当の思いや優しさに気付き、無事に和解。正規なスタッフではないためか救命センターでは私服にエプロンを着用して働いている。初療室やオペ室に入ることは少なく主にICUを担当している。
最終話のラスト（震災から2年後）では正式に東都中央病院の看護師となった。
河野和也〈22〉
演 - 小栗旬
医大生。血液型A型。純介の弟。ロック好きな青年で真面目な兄とは正反対の性格。見た目も対照的で茶髪、黒のマニキュアやピアス、革ジャンを愛用。自宅の自室内で震災に遭い、安否が不明だった母を商店街で見つけ救助。母の容態を見た進藤と共に兄の勤務する東都中央病院へ行く。文句を言いながらも積極的に水汲み運びの重労働や清掃、物資搬入補助などの病院の様々な雑務を手伝いボランティアスタッフのリーダーとして影から現場を手伝う。震災前は医大を休みがちであり、家庭では兄と比較されることにコンプレックスを抱いており、兄だけでなく父の定雄とも関係が悪かった。震災後もボランティアのリーダーでありながらメンバーと揉めて相手を殴るなど問題を起こすこともあったが、進藤ら救命スタッフの大変な奮闘を目の当たりにし、徐々に感銘を受けていく。同時に医療スタッフとして自分が医療行為に加われないことに悔しさ、歯がゆさを感じるようにもなっていく。
最終話では2年後の描写があり和也は医大を卒業、若き研修医として兄たちのいる東都中央病院高度救命救急センターに戻ってくる（指導医は小島）。
加賀裕樹〈35〉
演 - 石黒賢（特別出演） （2009年緊急スペシャルにも出演）
商社マンで、楓の婚約者。勤務先の職場のある都心のビル内で震災に遭い負傷。消防隊員に救助され都内の病院に搬送される。重篤な疾病であるにもかかわらず、楓への想いから運ばれた病院を抜け出し、楓の勤務する東都中央病院まで歩いて彼女に会いに行こうとする。途中の交差点で倒れたところを発見され東都中央病院の高度救命救急センターに運ばれた。危険な状態だったが進藤や楓の緊急手術により一度は一命を取り留める。
無事に意識も回復し楓と再会は出来たものの、その数日後、容態の急変から亡くなった。楓の付き添いで遺体となって帰郷。実家のある岡山で葬儀が行われた。
寺泉隼人〈39〉
演 - 仲村トオル
衆議院議員。血液型B型。千尋の父、香織の夫。プライドの高い性格で出世欲も強い。反面、思ったことは口にする熱いタイプ。ビル内の一室で震災に遭う。自宅で足を怪我して動けなくなった妻の香織を背負い、河野医院へ。震災当夜、河野医院で治療にあたっていた進藤に妻の治療を頼むが重篤患者優先のため、断られる。その後、東都中央病院へ向かい娘の千尋とも無事に再会。当初は次回の選挙対策の票集めのため、避難所での自らの援助活動をテレビなどに取材させてメディア露出を増やそうと企むなどする。国会議員という立場であるため医局長の黒木に人の手配や支援物資などを懇願されることも多い。衆議院議員である自分の妻より他の患者を優先して治療した進藤を最初は毛嫌いしていたが、何度も東都中央病院に足を運ぶうちに、あくまで人の命を救おうとする彼らの姿に心を動かされ、出世やパフォーマンスのためではなく、打算的だった寺泉の行動が徐々に変わっていく。後に震災被害の政府広報係に就任。記者会見の場では消防士たちへの非難を行い詰め寄るマスコミに対して震災時、消防士の置かれた過酷な現実や対応マニュアルに基づいた間違いのない行動だったことを正々堂々、毅然と述べた。また集団食中毒で東都中央病院のスタッフが多数倒れて病院運営が困難になった際には、遅々として進まない医療スタッフの補充を強く訴え、会議の席で政権の実力者たちにも真っ向から立ち向かい反論、抗議する覚悟も見せた。
青木杜夫
演 - 小須田康人
寺泉の秘書。常に帯同しながら寺泉の出世を画策し仕事にあたっている。寺泉曰わく「仕事の出来る男」。
寺泉千尋〈10〉
演 - 福田麻由子
隼人、香織の娘。小学生。放課後、学校の保健室で養護教諭の磯部望と共に被災する。その後は望、秘書の青木と共に母親の運ばれた東都中央病院へ。省吾と一緒にいることが多く、2人でクレヨン絵などを描いて過ごしている。父親が持ってきた支援物資の缶詰めなどを入院患者たちに配ってあげるなど心優しい子供。
木村省吾
演 - 広田亮平
重い喘息発作を頻回に起こしているため、入院している少年。千尋と仲が良く絵が得意。スタッフの顔などをスケッチブックに描いている。喘息発作が続いたり、両親に会えない寂しさと不安から泣いたりもしていたが、次第に落ち着き笑顔も多く見られるようになる。父親と母親は震災で怪我を負い埼玉県の病院に入院している。
北村一夫
演 - 徳井優
ホームレス。愛称はキタさん。青森でサラリーマンをしていたがリストラにより失業。東京へ逃げてきた過去を持つ。矢島が倒れて東都中央病院に搬送された時に付き添いで来た。その後、和也らとボランティアで病院の水汲みなどの雑務を手伝うようになった。ニット帽を被っている。シリーズ8話で「生き残った人間にはちゃんと生きる責任がある、そうしなければ亡くなった人たちに申し訳ない」という進藤の言葉を聞きもう一度やり直すことを決め、青森へ帰った。
矢島太郎
演 - おかやまはじめ
ホームレス。愛称はヤジさん。震災直前に意識不明で倒れて東都中央病院の救命に運ばれた。震災時は意識が戻っていなかったが元気に回復。和也や北村らとボランティアで病院の雑務を手伝った。鹿児島で矢島建設という社員10人の建設会社を経営していたが倒産。5年前に借金取りから逃げるように家出して東京に出てきた。当時高校生だった娘がいる。妻が矢島の消息を見つけて東都中央病院へ迎えにきた。シリーズ8話で鹿児島へ戻ることになった。
小久保紗英
演 - 井上真央
自殺未遂した女性。過去に何度も自殺未遂を繰り返して東都中央病院高度救命救急センターに運ばれている。震災直後の大混乱の中、病院スタッフが必死で働く姿を見て立ち直る。退院後は母親と福島に引っ越しすることになった。2009年のスペシャル版でも登場、看護師を目指していると小島に話す。
寺泉香織〈37〉
演 - 渡辺典子
隼人の妻、千尋の母。自宅で被災する。冷蔵庫の下敷きになり自力で動けなかったところを帰宅した夫と秘書に救助された。当初、東都中央病院に運ばれたがクラッシュ症候群を発症。人工透析が必要になり静岡の共立メディカルクリニックにヘリで転院搬送される。香織の父は政治家。夫の隼人が選挙区と地盤を引き継いだ。
河野敬子〈50〉
演 - 山口美也子
定雄の妻、純介・和也の母。商店街で和也により救出され、東都中央病院に運ばれるが左足のクラッシュ症候群で透析治療が必要となったため、静岡の病院に寺泉香織と同じヘリで搬送された。
望の父
演 - 渡辺哲
福岡在住。中華料理店店主。震災で連絡がとれない娘を心から案じ、東京まで車で探しに向かう。望には地元で看護師を続けて欲しかったことから知らず知らず娘を追い込むような言葉をかけてしまっていて娘と疎遠になっていた。病院で望に再会した際には全く連絡を入れなかった娘を本気で怒り叱りつけるが、本当は心底、娘思いの優しい父親でもある。望とはお互いに誤解も解け親子関係は修復。博多弁の訛りが強い。東都中央病院では持参した食材で温かい料理をつくり、炊き出しとして振る舞った。福岡に戻るときに河野定雄と河原崎を静岡の病院まで運んでいったのも望の父である。
望の母
演 - 筒井真理子
福岡在住。夫と共に中華料理店を営んでいる。
堀内
演 - 戸沢佑介
国会議員、総務大臣代理。

### 第5シリーズ
永井栄子（ながい えいこ）〈38〉
演 - 伊藤裕子
臓器移植コーディネーター。
塚原次朗（つかはら じろう）
演 - 神農直隆
スコープ現代記者。
小島立
演 - 山口馬木也
楓の兄。夕の父親。
小島華子
演 - 霧島れいか
夕の母親。立の妻。
小島夕（こじま ゆう）〈10〉
演 - 山﨑光
楓の甥。立・華子の息子。叔母である楓を呼び捨てにしたり、入院患者の女の子に対して「無理やり付き合ってやっているんだ」と文句を言うなど、少々背伸びした生意気な性格。根は優しく楓に懐いている。看護師の国友が好きな様子。父と渓流釣りに行った場所で水難事故に遭い、自発呼吸が停止した状態で楓のいる救命救急センターに搬送される。治療を施すが回復兆候は見られず、脳死状態に陥る。その後、湊大学附属病院1例目の脳死者として認定される。ドナーカードを持っていた。
牧村秀樹
演 - 永島和明
湊大学附属病院眼科医。本庄の担当医。
有村公邦
演 - 比留間由哲
東京消防庁九段下消防署救急隊長。過去にドナーカードを所持していた脳死患者を本人の意思にそぐわない、脳死判定及び臓器提供が出来ない病院に搬送してしまい、尊厳ある死を迎えてあげられなかったことに悔しさを抱える。
それ以来、救急現場で救急救命士が患者のある程度の症状を判断し、救命医と上手く連携を取りながら、その患者に最も適した病院に搬送するシステムを整備するよう働きかける。NBC災害シンポジウム2013の会場で楓と知り合う。後に医師としても女性としても楓に惹かれていく。

## ゲスト
第1シリーズ / 第2シリーズ / 新春スペシャル / 第3シリーズ / アナザーストーリー / 緊急スペシャル 救命病棟24時〜救命医・小島楓〜 / 第4シリーズ / 2010スペシャル / 第5シリーズ
複数話・単話登場の場合は演者名の横の括弧（）内に表記

### 第1シリーズ（1999年）

#### 第1話「朝がまた来る」
- 青山（腹痛で搬送された男性） - 長江英和
- 川上良子（自殺未遂で度々搬送される女性、楓の同級生） - 鈴木砂羽
- 彩花（父親が一家心中を図り搬送された少女） - 工藤千尋

- 海老原敬介

#### 第2話「妻が目を覚ます時」
- 龍村（自殺を図ろうとした男性） - 泉谷しげる
- 坂出美奈子（不安定狭心症の患者） - 宮崎淑子
- 坂出将太（美奈子の息子） - 三觜要介
- （美奈子の夫）- 中根徹
- 大河内浩、野村昇史

#### 第3話「鼓動が聞こえる」
- 佐竹道子（46歳の妊婦、腹痛で倒れ搬送される） - 角田よしこ
- 佐竹（道子の夫） - 斉藤暁
- 布施なつみ - 矢沢心
- 中野（銃で撃たれ搬送された男性）- 阿藤快

- 鈴木（旅行会社営業員） - 増田由紀夫
- 泉晶子、関えつ子

#### 第4話「妻への贈り物」
- 大脇志乃（菊池保医師の行きつけ小料理屋の女将） - 土屋久美子
- 菊池美和（菊池医師の妻） - 竹井みどり
- 前田多恵（痴呆患者） - 高田敏江
- 前田正勝（多恵の夫） - 三橋達也
- （瀕死入院患者 高木ヒロの妻） - 宮澤美保
- 大村美樹（第二の第四話と間違え？）

#### 第5話「誤診」・第6話「守るべき家族」
- 二階堂（刑事） - 深水三章
- 佐藤ナオユキ（刑事） - 益田てつ
- 堺ミサキ（堺の娘） - 中台泉美
- 患者 - 田口主将
- 入江正徳（第7話にも登場）、二瓶鮫一

#### 第7話「復活…そして覚醒」
- 谷六郎（参議院議員） - 児玉頼信
- 犬丸義一（衆議院議員、次期総理候補） - 山崎満
- 加瀬沢（犬丸の秘書） - 温水洋一
- 吉見一豊、伊藤幸純、森富士夫、武田滋裕、江畑浩規

#### 第8話「娘からの告知」
- 大原敬次 - 山崎一
- 大原奈緒子（敬次の娘） - 池脇千鶴
- 大原隆（奈緒子の義弟） - 大滝貴也
- 桜井剛（建設現場で重機に挟まれた男性、桜井の父） - 江守徹
- 森本（葬儀屋） - ドン貫太郎
- 伊集院（森本とは別の葬儀屋） - 一本気伸吾
- 金森木綿子（なにわ斎場社員） - 中村綾
- 恩田恵美子

#### 第9話「がんばって…」
- 佳代 - 水島かおり
- 屋台・馬鹿馬の店主 - 正名僕蔵
- 鈴木飛雄、立原勇武、山路和弘、大地泰仁、角替和枝

#### 第10話「目を覚ませ…早紀」
- 雅彦（バイク事故で搬送される） - 山中聡
- 瞳（雅彦の婚約者、バイク事故で顔面を負傷する） - 高橋かおり
- ワタル（看護師・五十嵐響子のストーカー） - DAIYU
- 保木本竜也、藤岡大樹、高岡良平、家富ヨウジ、川井真

#### 第11話「この命にかえても」
- 植松（脳外科医） - 大高洋夫
- たつ江（腰痛で外来を受診） - 清水保子
- 睦美（たつ江の孫娘） - 西野麻美

#### 最終話「最後の奇跡が起きる時、別れは突然やって来る…あともう少し…妻が目を覚ますまで」
- 河原（脳外科医） - 北村総一朗
- 今村恵子、志賀圭二郎、伊藤昌一

### 第2シリーズ（2001年）

#### 第1話「緊急ヘリ到着！ 帰ってきた天才外科医」
- 患者・青田の夫 - 東根作寿英
- 田中規子、山崎海童、海老原敬介、山下和敏

#### 第2話「明日を忘れた男」
- 田中信孝 - 井上順
- 田中恭子 - キムラ緑子
- 高岡良平、高橋慎太郎、森川数間

#### 第3話「小さな命大きな命」
- 和泉喜代（余命いくばくもない癌患者） - 大森暁美
- 美咲の母 - 浅野麻衣子
- 美咲の父 - 瀬戸陽一朗
- 釣りが趣味の患者の妻 - 青木和代
- 鈴木美咲（5歳の少女） - 佐藤夏帆
- 仲根かすみ、渡辺寛二、井上夏葉、新穂尚子

#### 第4話「おまえはひとりじゃない！」
- 難波（レスキュー隊隊長） - 小木茂光
- 佐野巧一（レスキュー隊員） - 根岸大介
- 合田（レスキュー隊員） - 木下政治
- 喜多見（レスキュー隊員） - 池田稔
- 倉沢（死亡した要救助者・森田の義兄、弁護士） - 倉持一裕
- 大村美樹

#### 第5話「最後の授業」
- 柴田茂文（治療を拒否する末期癌患者・元救命医） - 谷啓
- 遠野伸之（麻酔科部長） - 津村鷹志
- 鈴木さとこ（子猫を抱いた老女） - 木村翠
- 友部 - 皆川猿時
- 谷沢百合子 - 唐木ちえみ
- 江連健司

#### 第6話「キミは友だち」
- 桂川耕作（昏睡患者） - 櫻庭博道
- 桂川奈々子（耕作の妻） - 小西美帆
- 五月晴子
- 永尾萌（10歳の少女） - 井上結菜
- 永尾弘正（萌の父） - 三井善忠
- 坂崎元（プロボクサー） - 青木伸輔
- 三宅（スポーツ新聞の記者） - まいど豊
- 刑事 - 加賀谷純一
- 井ノ原（ボクシングジムの会長） - 久保晶
- ボクシングジムのコーチ - 吉満涼太
- 中上ちか、谷藤太

#### 第7話「傷ついた白衣の天使」
- 大西照子（保険勧誘員） - 梅沢昌代
- 水島新太郎、吉崎美穂

#### 第8話「運命的な出会い」
- 坂井千鶴 - 北川弘美
- 有薗芳記
- 成島秀人- 橋本さとし
- 岡本竜汰、杉山彩子

#### 第9話「君の手を握ってる」
- 黒木慎太郎（バイク事故の患者、水泳選手） - 井澤健
- 西山有香（バイク事故の患者、慎太郎の恋人） - 白川みなみ
- 綾田俊樹
- 山口文子 - 立石凉子
- 神林小百合 - 高橋ひとみ
- 屋形船の親方 - 赤星昇一郎
- 西牟田恵、村杉蝉之介、津久井啓太

#### 第10話「奇跡を信じて…」
- 三上圭子（幸二の妻） - 田島令子（第11話にも出演）
- 三上幸二（植物状態の患者） - 須永慶（第11話にも出演）
- 三上絵里（三上夫妻の娘・矢部の元彼女） - 国分佐智子（第11話にも出演）
- 倉石竜介（アクション俳優） - 平沼紀久
- 槙原由子（倉石のマネージャー） - 村田和美
- 倉石の俳優仲間 - 古舘寛治
- ト字たかお（第11話にも出演）

#### 第11話「さよなら愛しき人」
- （克己の父） - 本多晋
- （克己の母） - 泉晶子
- 安西慎二郎（第一内科教授） - 佐々木勝彦（最終話にも出演）
- 鈴木比佐子（不整脈で搬送された女性） - 阿部美穂子
- 鈴木佳世子（比佐子の母） - ふくまつみ
- 板橋克己（比佐子のフィアンセ） - 樋口浩二
- (高額医療費に対する)クレーマー - 螢雪次朗
- 浅沼晋平（最終話にも出演）
- 岩本宗規

#### 最終話「緊急招集発令！ 守れ命の最前線 救え！ ひとつでも多くの命を…」
- 咲坂（救命センターの新医局長） - 中丸新将
- 朝倉ゆかり（奈津の友人） - 有坂来瞳
- 朝倉一子（ゆかりの母） - 和泉今日子
- 小田切三智子（小田切の妻） - 宮田早苗
- 鳥羽正三（ホームレスの患者） - 坂本あきら
- 大串（第一外科医師） - 矢島健一
- 秋山菜津子

### 新春スペシャル（2002年）
「救出タイムリミット」
- 花沢三郎 - 田山涼成
- 花沢睦美 - 松本留美
- 稲本遼太 - 神木隆之介
- 塩原裕也 - 正名僕蔵
- 相原早苗 - 山崎めぐみ
- 乗組員 - 児玉頼信
- 乗組員 - 山下和敏
- 乗組員 - 大村美樹
- 記者 - 宮川大輔
- 神林小百合 - 高橋ひとみ
- 鷹取茂 - 押尾学
- 花沢美奈子 - ともさかりえ

### 第3シリーズ（2005年）

#### 第1話「人が人を救うという事」、第2話「ひとりでも多くの命を！」
山室剛
演 - 塩見三省（2005年スペシャル）
国際人道支援医師団医師。第3シリーズ放送前に放送された新春ドラマ祭で、救命を辞めた進藤を国際人道支援医師団に誘って共にアフリカに赴く。当地で命を落とす。
山室澄子
演 - 黒田福美
剛の妻。
- 瀬川りゅうじ - 森聖矢
- 進藤に救助を頼む青年 - 上條誠
- 五森大輔、橘ゆかり、わかまどか

#### 第3話「ヘリが運んだ夫婦の愛！」
- 佐々木ユメカ

#### 第4話「あなたを探しにいきたい」
- 横山三菜子

#### 第5話「初めて分かった父の想い」
- 関西中央放送記者 - 奥貫薫

#### 第6話「愛する人を失うという事」
- 加賀裕樹の父 - 高松英郎
- 谷垣マサト（身勝手なボランティア） - 滝直希
- 藤岡シホ（ボランティア）-  金子久美（10話にも出演）

#### 第7話「朝がまた来る」
- 青山（腹痛で搬送された男性） - 長江英和

- 川上良子（自殺未遂で度々搬送される女性、楓の同級生） - 鈴木砂羽
- 海老原敬介

#### 第8話「神の手はあきらめない！」
- 江畑絹代（心停止の老女） - 志賀眞津子
- 絹代の息子 - 芹沢名人
- 避難所の少女 - 望月瑛蘭
- 矢島太郎（ヤジさん）の妻 - 篠崎はるく

#### 第9話「あなたが涙をぬぐうとき」
- 平野斉（消防士） - 山下徹大
- 滝浦一平（消防士） - 三宅弘城
- 平野聡子（平野の妻） - 小林愛
- 三上健一郎（官僚） - 近江谷太朗（ - 最終話）
- 政府会見の記者 - 飯田基祐
- 頭部外傷の再診患者 - 関根大学

#### 第10話「命の終わりを看取るとき」
- 城丸克男（城丸屋社長） - 綿引勝彦
- 城丸克英（城丸の息子） - 伊崎充則
- 河野医院の古くからの患者（近所のお爺さん） - 西村淳二

#### 最終話「命と希望が蘇る街へ！」
- 高槻信（8歳の少年） - 宮川宏介
- 高槻守（信の父） - 嶋尾康史
- 高槻今日子（信の母） - 岩橋道子
- 立松幸夫 - 菊池均也
- 郵便配達員 - 西村雅彦（友情出演）
- 小宮山裕一 - 相島一之
- 神谷繁子 - 森康子

### アナザーストーリー（2005年）
「看護師たちの救命救急センター」
- 芹沢将生 - 岡田義徳
- 妻木建夫 - 隈部洋平
- 孝雄 - 鈴木宗太郎
- 武藤晃子

### 緊急スペシャル 救命病棟24時〜救命医・小島楓〜（2009年）
辻智宏
演 - 八嶋智人（Episode1）
研修医 → 救命医。
落雷が起きた夏祭り会場で楓と再会、共に処置に当たる。ラストで結婚して子供がいることが判明。
桜井ゆき
演 - 須藤理彩（Episode2）
看護師。
結婚式場で心停止で倒れた男性の処置を行っている最中に、駆けつけた楓と再会。ラストで結婚をすることを楓に伝えた。
馬場武蔵
演 - 宮迫博之（雨上がり決死隊）（Episode3）
外科医。
自転車で転倒して救急外来に運ばれてきて、研修医の処置法に文句をつける。その後に来た楓と山城と会い、病院に来た本当の理由がわかってくる。
小久保紗英
演 - 井上真央（Episode4）
自殺未遂の女性 → 看護学生。
自殺を図ろうとした女性の付き添いで病院に来て、楓と再会。ラストで看護師を目指していると伝えた。

### 第4シリーズ（2009年）

#### Episode1「待望の新シリーズ！ 救え!! 救命の危機を」、Episode2「救えない患者はどこへ」
- 根岸将太 - 橋本じゅん
- 畑田智行 - 勝部演之
- 畑田孝実 - 水谷理砂
- 高村雄太 - 吉川史樹

#### Episode3「命を救う者たちの選択」
- 秋本奈緒美

#### Episode4「全力で救うことの意味」
- 宇野喜久代 - 佐々木すみ江
- 宇野久美子（喜久代の娘） - 山口香緒里
- 鈴木博明 - 澁谷武尊
- 鈴木淳子（博明の母） - 波多雅子

#### Episode5「こころを救う救命医」
- 柏木聡子（膵臓癌患者） - りりィ
- (紗江子の母) ｰ 山口果林
- 小島梓（楓の母） - 赤座美代子
- 藤原幸子（大家） - 松本じゅん
- 山城剛史（紗江子の息子） - 浜多恵韻
- 谷村実紀

#### Episode6「狙われた救命センター」
- 岡部宗一郎（国会議員） - 佐戸井けん太（Finalにも出演）
- 浅越守 - 水橋研二
- 上川由梨（硫化水素で自殺を図った女性） - 野村佑香
- 古本（岡部の秘書） - 石井愃一（Finalにも出演）

#### Episode Final「遂に感動の最終章!! 緊急出動したドクターカーに最大の危機が訪れる!? 仲間の死？ そして進藤と楓の選択!? 崩壊した救命センターに未来は訪れるのか!?」
- 工藤亮一（工藤の父） - 國村隼
- 工藤都（工藤の母） - 佐藤直子
- 廣田健太 - 阿部亮平
- 猪狩美由紀 - 歌川椎子
- 廣田孝太郎 - 井之上隆志

### 2010スペシャル
「緊急事態発生！ 機能停止した病院に立ち向う救命チームの奮闘新エピソード!! 進藤と楓の新たな旅立ちと感動のシリーズ4特別版」
- 日下部 - 夏八木勲

### 第5シリーズ（2013年）

#### 第1話「史上最悪の事件！ 小島楓、生と死の決断」
真田隆平（さなだ りゅうへい）
演 - 渋谷圭亮
8年前、あかねと地元を飛び出してから東京都内で職を転々として安定しない生活で借金が膨らみ、仕事を探している最中に交通事故に遭い、脳浮腫が進行し脳死状態に陥る。
あかね
演 - 岩田さゆり
隆平の幼馴染。隆平の脳死移植に難色を示す。
真田孝平
演 - 田中幸太朗
隆平の兄。
坂本篤〈27〉
演 - 玉置玲央（第2話にも出演）
無差別殺傷事件の加害者。薬物中毒で緊急搬送され、被害者と同じ病棟に入院することとなる。
工藤奈美
演 - 渡辺江里子（阿佐ヶ谷姉妹）
息子が脳死判定を受けた母親。

#### 第2話「生まれる命、奪われる命」
井口美穂〈32〉
演 - 大谷みつほ
知明の妻。妊娠38周目の身体で自転車との接触事故に巻き込まれ、腹部損傷に伴う胎盤剥離を発症して帝王切開で子供を出産する。
井口友明
演 - 小林高鹿
美穂の夫。仕事が多忙のため、妻との間に大きな心の溝ができてしまう。

#### 第3話「すれ違う想いが招く危機」
桑田章市〈67〉
演 - 花王おさむ
自宅内で転倒した際に背中を強打した影響で脊椎を損傷し、歩行が困難な状態に陥る。
小野寺節子〈72〉
演 - 茅島成美
レビー小体型認知症患者。左肩の痛みを訴えたことで救命に搬送され、急性心筋梗塞と診断される。小野寺から発せられた急変の兆候を奈良が見誤り、重度の大動脈解離を引き起こしてしまう。

#### 第4話「疑惑！ 悲しき救命医の涙」
小松原優花（こまつばら ゆうか）〈17〉
演 - 宮武美桜
強風で飛んできた看板の下敷きになり、左足の骨折及び挫創を負って緊急搬送されてくる。手術痕が残ることを気にしていたが片岡に優しく対応してもらい、不安な気持ちは和らぎ、片岡に好感を抱く。退院時、家庭用プラネタリウムのプロジェクターを救命の医局にプレゼントする。
岩渕達也（いわぶち たつや）〈28〉
演 - 森下亮
喧嘩によって意識障害に陥り、緊急搬送されてきた。安藤が担当した気管挿管時に歯を折られたと主張、病院側に謝罪要求する患者。後日、弁護士同伴で病院に乗り込んできたが安藤と打ち解け謝罪要求を撤回。
橋本沙織
演 - 手塚真生
片岡の担当患者。
マリオ・ダ・シウバ〈27〉
演 - 我田ブライアン清
サンバカーニバルの練習中の転倒事故で頭部外傷を負う。日本語が上手く伝わらない中で安藤がペインスケール を使用して、コミュニケーションを図る。回復し退院後に勤め先の工場で事故に遭う。再度、救命救急センターに搬送されてくるが蘇生出来ず亡くなった。葬儀には安藤も参列した。
西園美羽〈10〉
演 - 毛利恋子（第5 - 最終話にも出演）
サッカースクールの帰宅途中に劇症型心筋炎を発症し、心停止後20分以内に蘇生に成功したことから、障害が残らず無事に回復する可能性があると本庄は母・智子（演：建みさと）に病状を説明をする。

#### 第5話「明かされる過去！ 罪と命」
添田誠〈32〉
演 - 石垣佑磨
広瀬の医学部時代の先輩。脱法ハーブの過剰摂取によって路上で倒れていたところを助けられる。大学時代、病院から睡眠薬を勝手に持ち出しあわや警察沙汰になり大学を中退。無職。広瀬に挑発的な言動で絡むが、最後は自分の過ちを認め謝罪。和解する。
桂木藍子〈35〉
演 - 伊藤歩（第6話にも出演）
くも膜下出血で緊急搬送され、脳神経外科医の執刀ミスで左腕に麻痺が残る。

#### 第6話「決戦・守れ！ 命の現場を」
桂木達央
演 - 堀内正美
桂木三津子
演 - 川口圭子
上記2名は藍子の両親。父親は貧乏人より金を持っている人間の方が優先的に医療を受ける特権があると病院側に訴える。
喜界栄治（きかい えいじ）
演 - 中倉健太郎
NPO法人「家族の郷」代表。貧困ビジネスを生業としている。
瀬名恭子
演 - 福田ゆみ
医療ソーシャルワーカー。

#### 第7話「小島楓、運命の試練！涙の脳死臓器提供」
小島夕
演-山﨑光
呼吸停止状態で搬送されてきた。夕は父親の立（山口馬木也）が目を離した隙に、川に転落。
西園美羽
演-毛利恋子

#### 第8話「夢を繋ぐ男！ 最後の告白」
神谷翔太〈17〉
演 - 岡山天音
側撃雷を受けたときにポケットに閉まっていたゲーム機のお蔭で直撃は免れたが、左大腿部や下腿にダメージを負ってしまい、急性腎不全を発症する。助かった自分の命を考えるよりも、真っ先にゲーム機が壊れていないか心配する。

#### 第9話「緊急出動！ 宿命の出逢い」
及川琢己〈57〉
演 - 中村正人（友情出演）
オカルト骨折の疑いで緊急搬送されて来る。片岡の知り合いで8年振りに再会する。
山室啓太〈23〉
演 - 伊藤竜翼
救急隊からの情報では軽度の症状だったが後に重傷になり得る箇所を見逃していることが判明する。
安中典史
演 - 市橋正光
NBC災害シンポジウム2013アナリスト。救命救急センター救命医。
兵頭明佳〈38〉
演 - 小椋毅（最終話にも出演）
アフリカで人道支援に携わる日本人を取材している際にマールブルグウイルス、髄膜炎菌の2種類のウイルスに感染する。

#### 最終話「未知のウイルス感染！ 小島楓最後の闘い」
為我井智
演 - やべけんじ
感染症研究センター職員。
国友真澄
演 - 永島暎子
花音の母親。夫が家を出てから性格が変わったように男遊びが激しくなり、母のふしだらな生活に愛想を尽かした娘に敬遠され、暫く会っていなかった。